# 吉冈德仁
吉冈德仁（日语：／ Yoshioka Tokujin，1967年1月20日—）是日本的设计师。
他活跃在设计、建筑、现代美术领域，以自然为主题、其超越人类感官知觉的作品在国际范围得到高度评价。
他曾获得过多个国际奖项，作品被纽约现代艺术博物馆（MoMA）、蓬皮杜中心、维多利亚和艾尔伯特博物馆（V&A）等世界主要博物馆永久收藏。
他也被美国《新闻周刊》评选为“世界尊敬的一百位日本人”之一。

## 生平
吉冈德仁于1967年出生于佐贺县，从幼年时代起便受到达芬奇的影响，学习油画等绘画，并对科学抱有兴趣。
1988年从桑泽设计研究所毕业后，师从仓俣史朗、三宅一生学习设计。

2000年创建了吉冈德仁设计事务所。

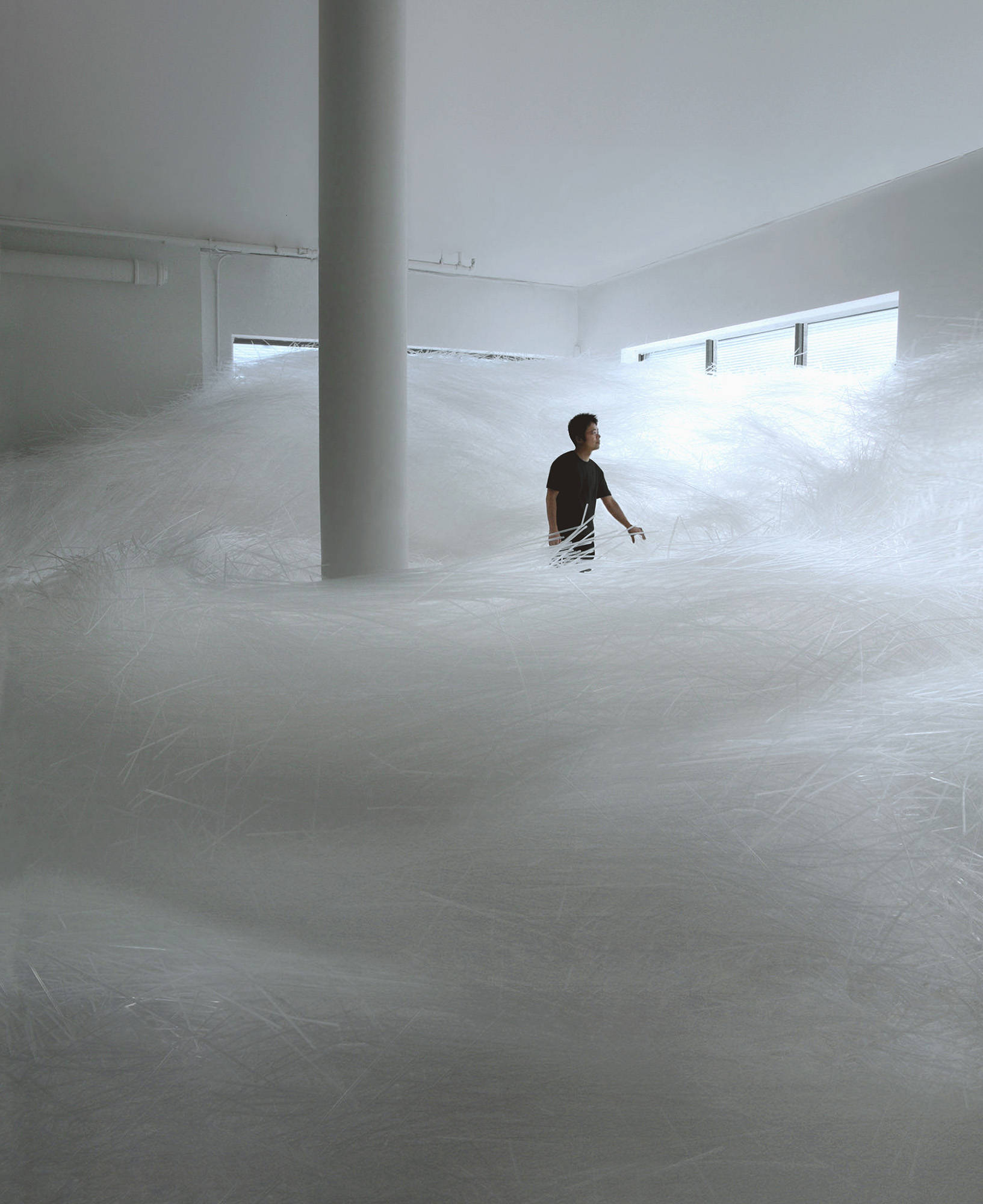
Tornado / Design Miami 2007

 吉冈活跃在设计、建筑、现代美术领域，其作品以自然为主题，在国际范围得到高度评价。
他通过把人类的所有感觉、光线、声音、气味等非物质的要素具体化，孕育出超越形状这一概念的独特表现。
其作品使用透光的各种素材，体现了大自然孕育的宏大能量，勾起观看者曾经的体验或记忆而告完成。
其超越人类感觉的作品，是日本独特自然观的投影，追求的是感知能量或气场的日本文化之根源。
吉冈从事设计的不仅有Issey Miyake（三宅一生），还有卡地亚、施华洛世奇、路易威登、爱马仕、丰田和雷克萨斯等跨国企业的设计，在意大利举办的米兰家具展（Salone del Mobile Milano））上，他与意大利的家具品牌Kartell、Moroso、Glas Italia、Driade等发表了新作品。
他曾获得迈阿密设计展的年度设计师奖、EDIDA国际设计大奖年度设计师奖、米兰设计周奖等国际性的奖项，这些奖项都只授予全世界有着最杰出贡献的设计师。

## 代表作品
自然结构的椅子 2001年ー

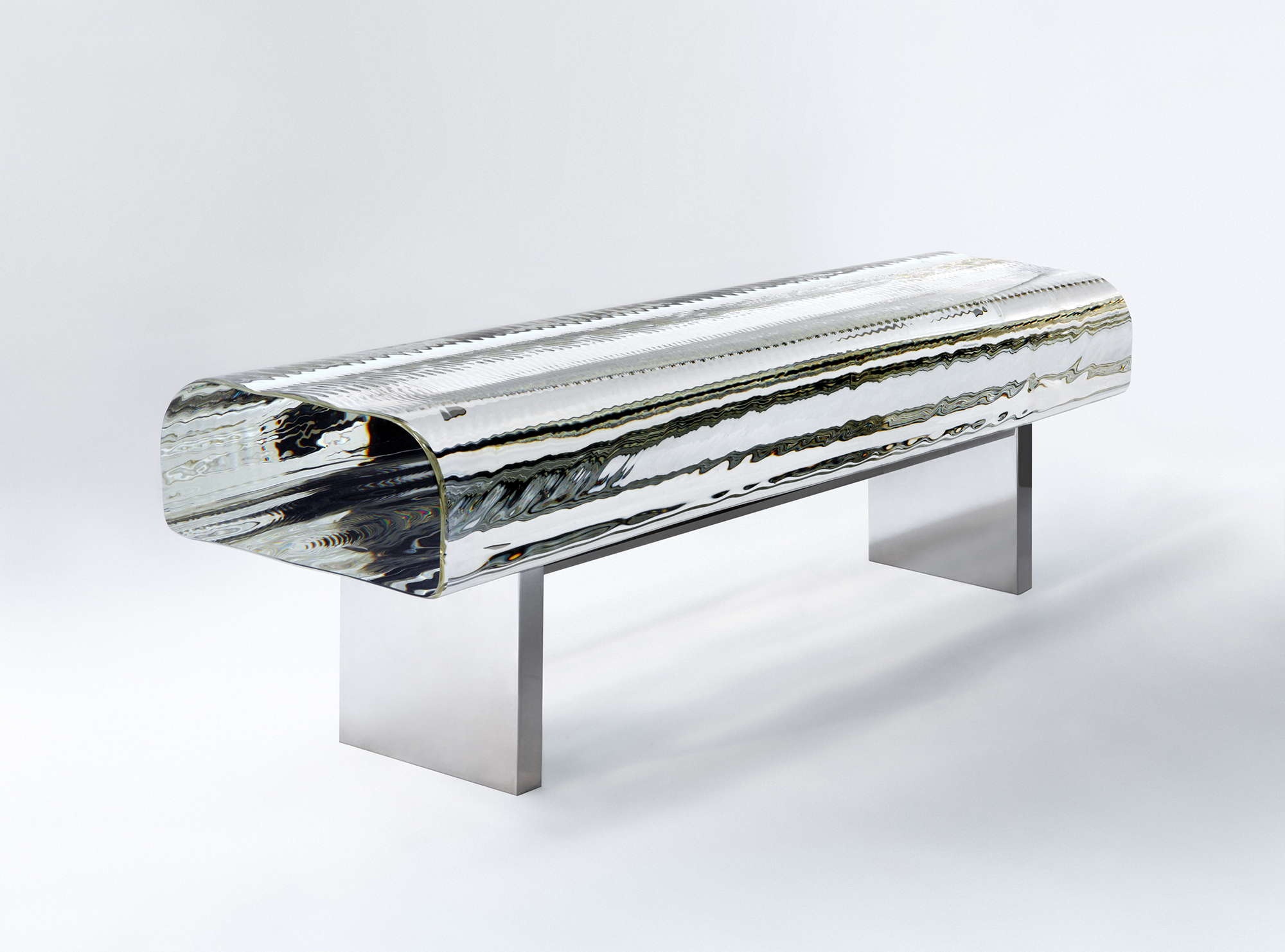
Water Block 2002

纸椅子“Honey-pop”(2001)是从平面变化为立体的椅子。仅1公分的厚度内堆积了120张薄纸，把它们展开便成为蜂巢结构，人坐在上面，形状便得到固定而完成。 “PANE chair”(2006)就像是植物纤维的结构，1毫米的极细纤维互相缠绕而产生了结构。制作过程是把纤维块放进纸管，就像烤面包一样放进烤炉，通过加热使椅子的形状得到记忆。 自然结晶的椅子“Venus - Natural crystal chair”(2008)是通过在水槽中培养自然结晶，孕育出结晶结构，然后将其变化为椅子的作品。
玻璃作品群 2002年ー
发表的作品有玻璃长椅“Water Block”(2002)、“Transparent Japanese House”(2002)、雨中消失的椅子“Chair that disappears in the rain”(2002)、“Waterfall” (2005-2006)、“玻璃茶室 − 光庵”(2011)、“Water Block – PRISM”(2017)等。玻璃长椅“Water Block”从2011年起在巴黎的奥赛博物馆展出。
奥赛博物馆 2011年ー

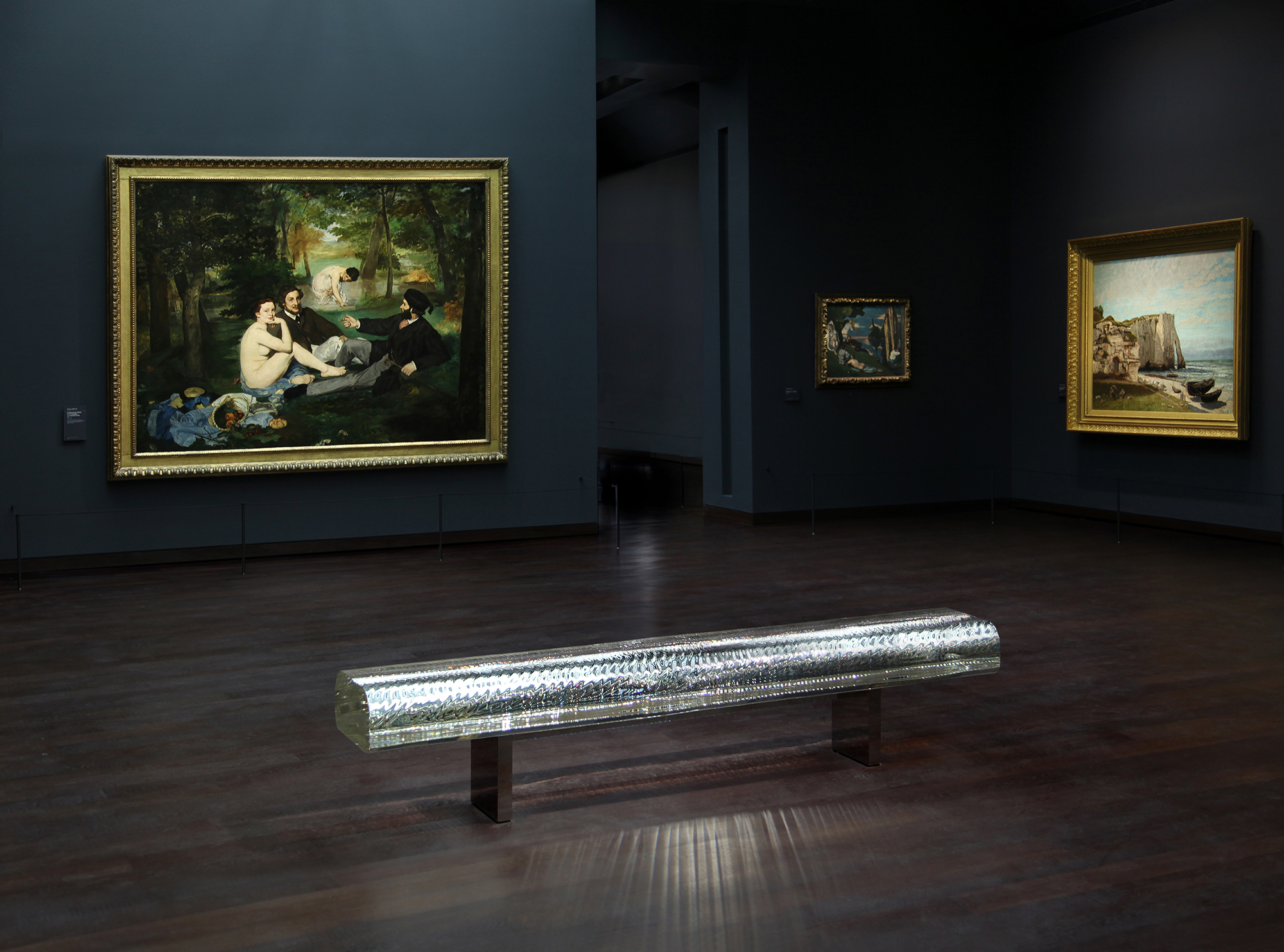
Musée d'Orsay, Paris 2011
Water Block 2002

吉冈参与了在巴黎奥赛博物馆进行的印象派画廊的翻新项目。与由马奈、德加、莫奈、塞尚、由雷诺阿等为代表的印象派绘画一起，玻璃长椅“Water Block”共10件作品成为常设展品。和印象派描绘的光和谐共鸣，创造出历史与现代开始崭新对话的空间。

结晶物作品群 2008ー
自然结晶的椅子“VENUS - Natural crystal chair”(2008)是在水槽中让自然结晶生长后孕育出结晶结构，使其变成椅子的作品。每一首乐曲成为一幅绘画的“Swan Lake − 结晶的绘画”、“Destiny − 命运”、“Moonlight − 月光”等作品，是在结晶的成长过程播放音乐，通过声音的振动使结晶的形状发生变化制作而成的。“Rose − 玫瑰的雕刻”是让玫瑰色素结晶而形成的雕刻，体现了生命的能量。
 
“彩虹教堂 − Rainbow Church” 2010, 2013
“彩虹教堂 − Rainbow Church”是由500个之多的水晶棱镜构成的建筑物，作品着眼于人类感知光的感觉，当观看者实际感受到光的时候，本作品即告完成。作品体现的是光本身，透过棱镜发出的分光映照在整个空间，是一座充满彩虹色的建筑。
“玻璃茶室 − 光庵” 2011
“玻璃茶室 − 光庵”于2011年在第54届威尼斯国际艺术双年展上作为建筑项目而得到公布，并于2015年被设置在京都天台宗青莲院门旧址的院内将军冢青龙殿的大舞台之上。
将军冢青龙殿供奉着号称日本三大不动明王之一的国宝青不动明王，从海拔220米的大舞台可以一览京都市区街景。据称，794年（延历13年）时，桓武天皇曾经造访此地，他一边俯瞰京都盆地，确信京都才是适合成为国都的城市，此行成为契机，他开始着手建都，因此也有说法称，象征着日本文化的都城京都便是始于这个地方。 

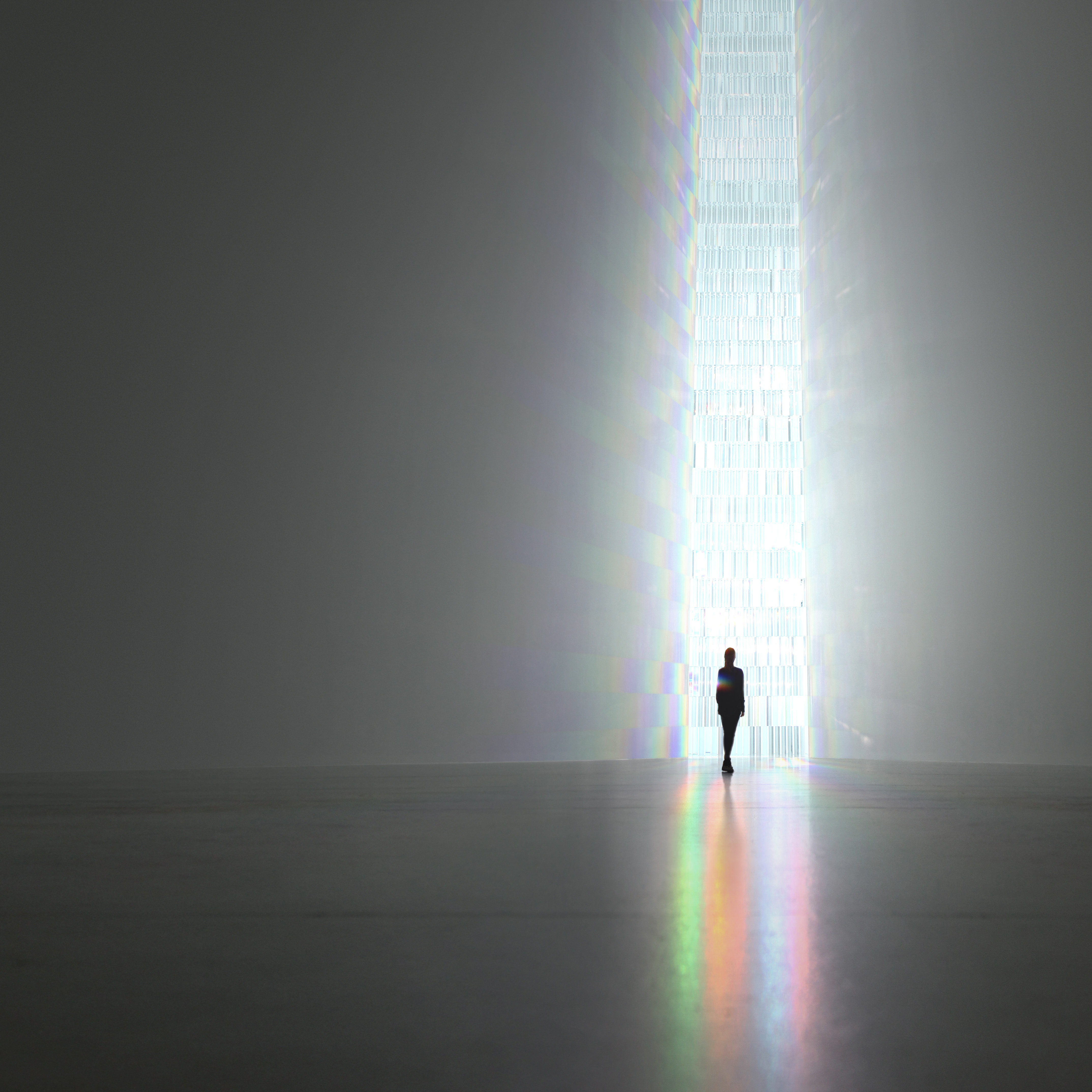
Rainbow Church 2010
/ Museum of Contemporary Art Tokyo 2013

代表作品

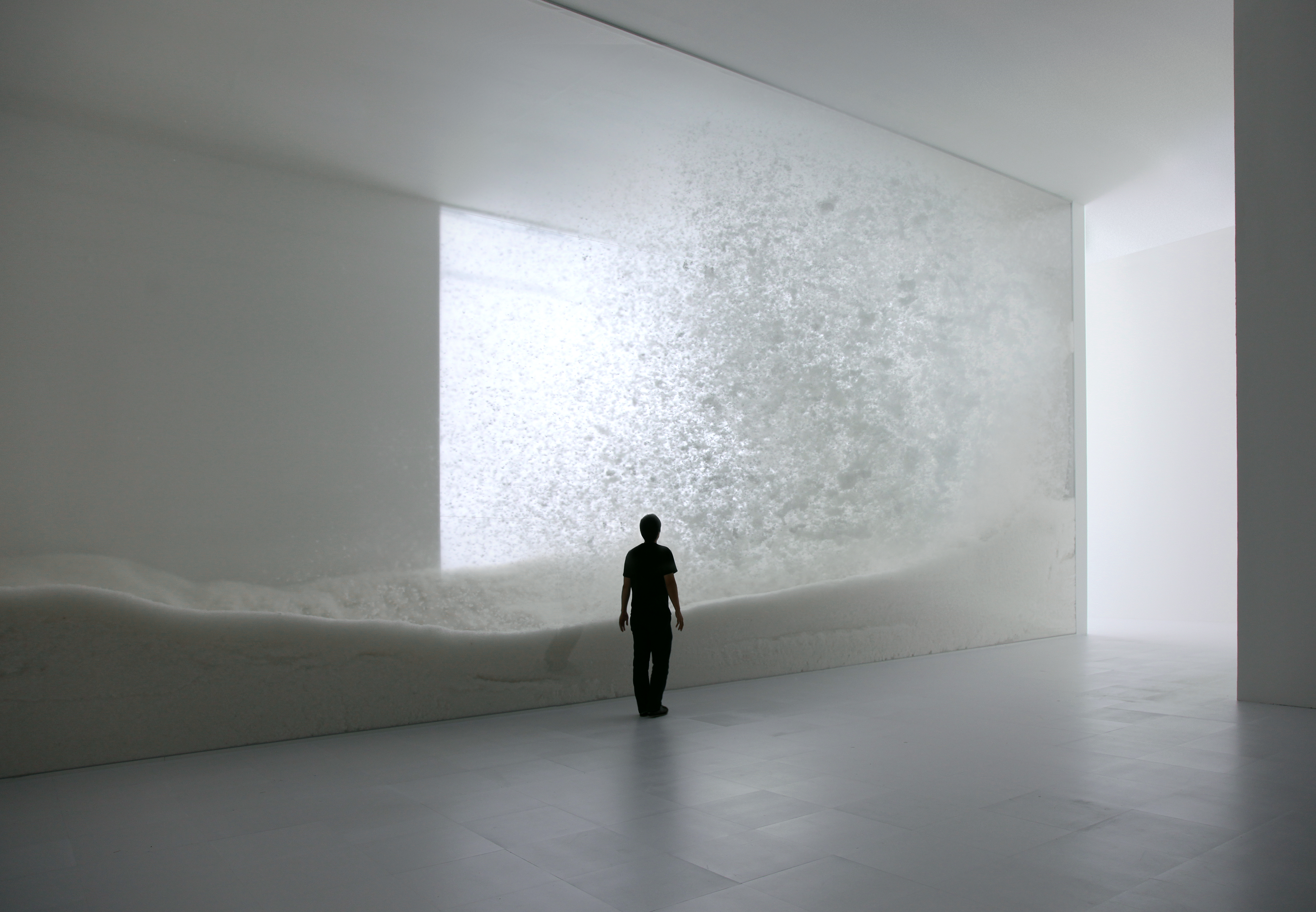
Snow / Mori Art Museum, Tokyo 2010 (1997)

2000　Tokujin Yoshioka Design 
2000　TōFU / Yamagiwa
2001　Honey-pop 
2001　THINK ZONE / MORI building 
2002　Water Block  
2002　Transparent Japanese House 
2002ー2003　Chair that disappears in the rain 
2004　Souffle / Maison Hermès 
2005ー2007　MEDIA SKIN / au design project KDDI
2006　The Gate – Tokujin Yoshioka x Lexus  
2006　Waterfall
2006　PANE chair
2007　Tornado / Design Miami 
2007　Rainbow chair 
2007　Tear Drop / Yamagiwa
2006ー2008　Swarovski Ginza flagship store
2007ー2008　VENUS – Natural crystal chair 
2007ー2008　Crystallized Painting – Moonlight / Destiny / Unfinished 
2008　Eternal / Swarovski Crystal Palace
2010, 1997　Snow
2009　Moon Fragment / Cartier 
2009　Lake of Shimmer / Basel World / Swarovski
2010　X-RAY / KDDI iida 

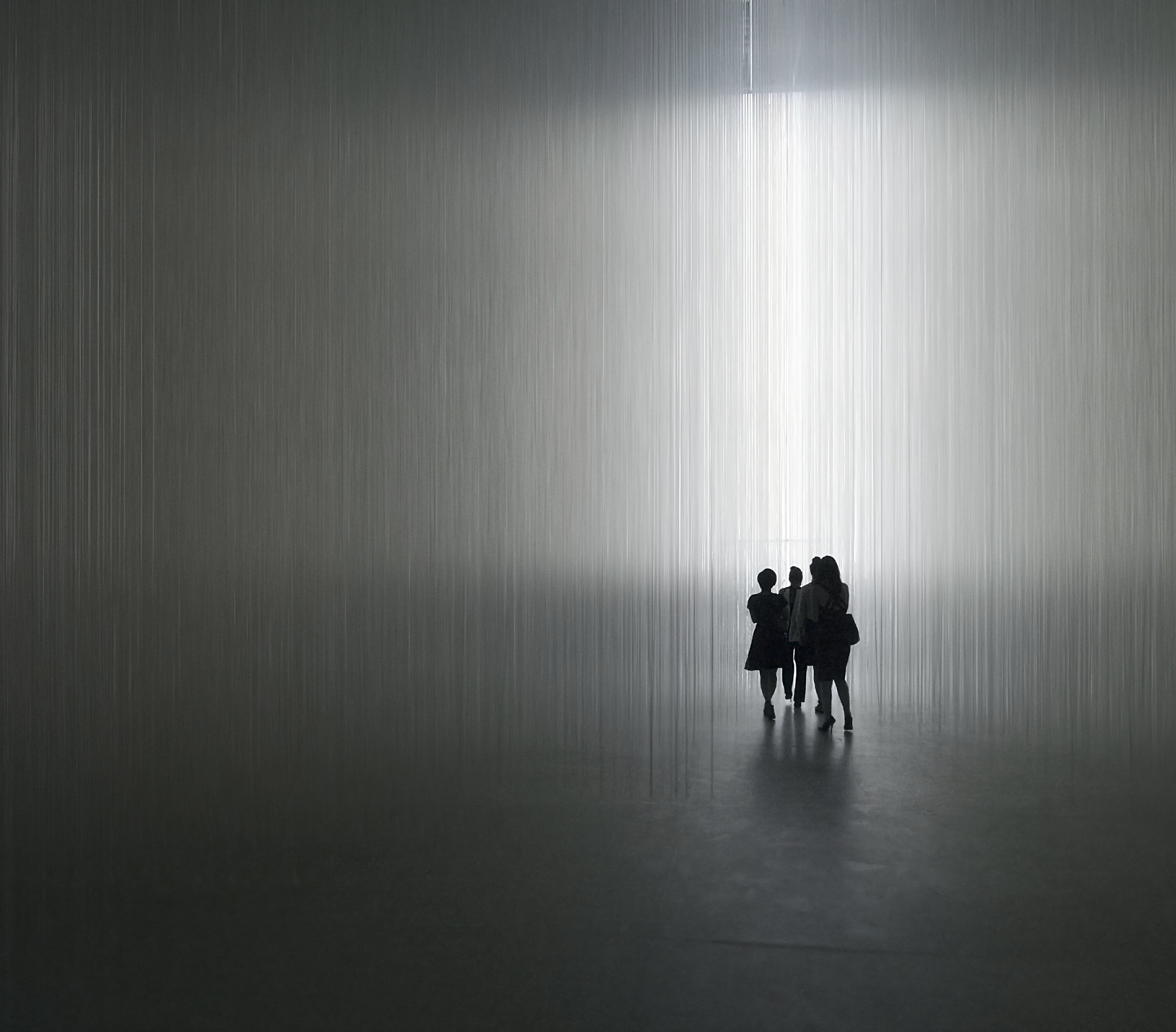
Cartier Time Art – Mechanic of Passion / Power Station of Art, Shanghai 2014

2010　Stellar / Swarovski Crystal Palace
2010, 2013　Rainbow Church 
2011　KOU-AN Glass Tea House / The 54th La Biennale di Venezia – Glasstress 2011
2011　The Impressionist Gallery renewal project / Musée d'Orsay 
2013　Crystallized Painting – Swan Lake, Spider's Thread, Rose 
2013　Wings of Sparkle / Basel World / Swarovski
2014　Cartier Time Art – Mechanic of Passion / Power Station of Art 
2015ー2017　KOU-AN Glass Tea House / Shogunzuka Seiryu-den, Kyoto
2017　Spectrum
2017　Water Block – PRISM 
2017　S.F chair
2019　2020东京奥运会的火炬

## 主要展览

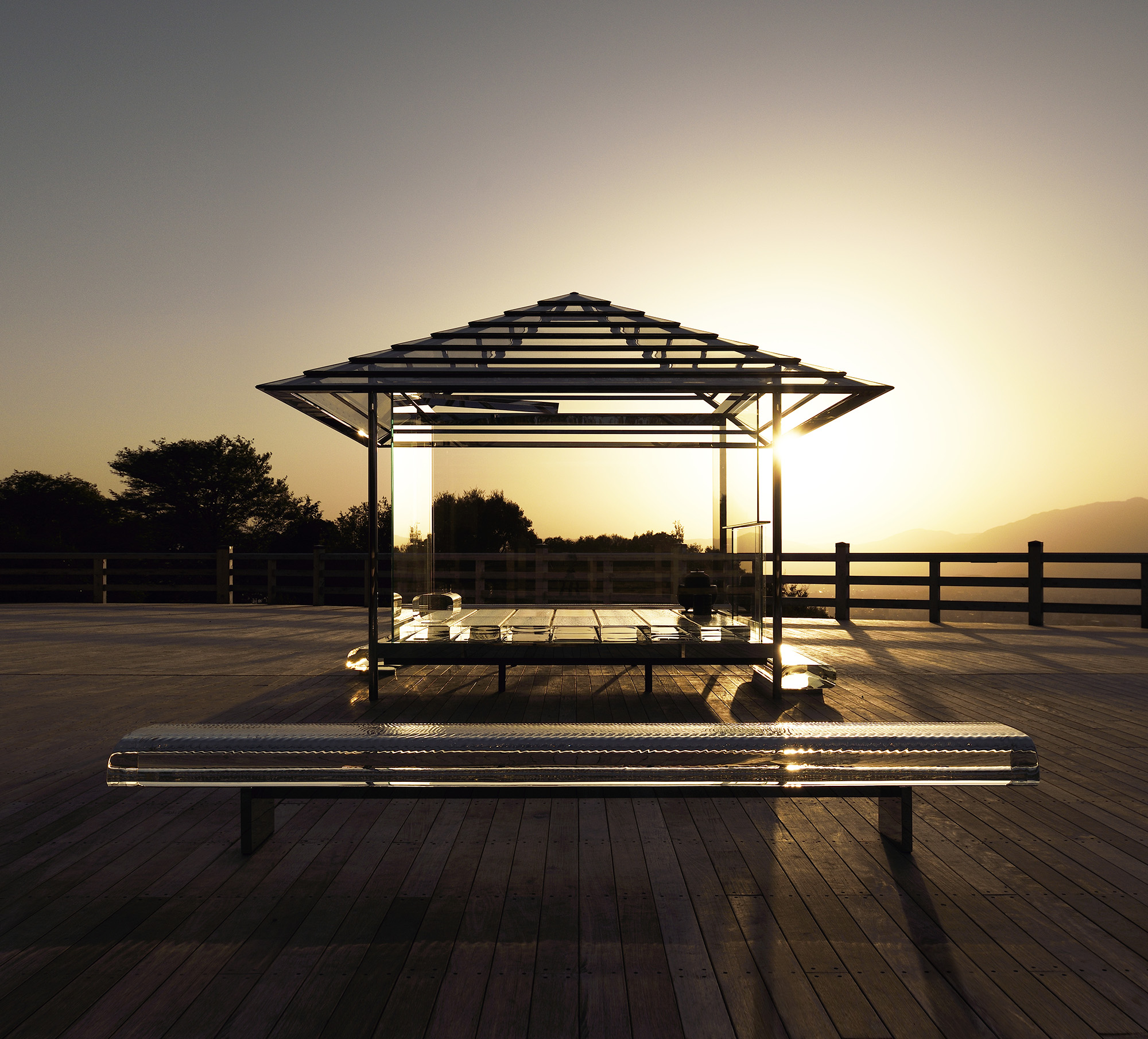
KOU-AN Glass Tea House 2011
Shogunzuka Seiryu-den, Kyoto 2015ー2017

1998ー2000　ISSEY MIYAKE Making Things / Fondation Cartier pour l'art contemporain, Ace Gallery NY, Museum of Contemporary Art Tokyo
2002　Tokujin Yoshioka Honey-pop, MDS/G 
2005ー2006　Tokujin Yoshioka x Lexus / Museum of Permanente
2005　Stardust / Swarovski Crystal Palace / Milano Design Week 
2007　Tornado / Design Miami / Designer of the year 2007
2007　Tokujin x Moroso / Milano Design Week
2009　Story of … Memories of Cartier Creations / Tokyo National Museum Hyokeikan 
2008　Second Nature / 21_21 DESIGN SIGHT
2010　Sensing Nature / Mori Art Museum
2010　The Invisibles Snowflake / Kartell Gallery

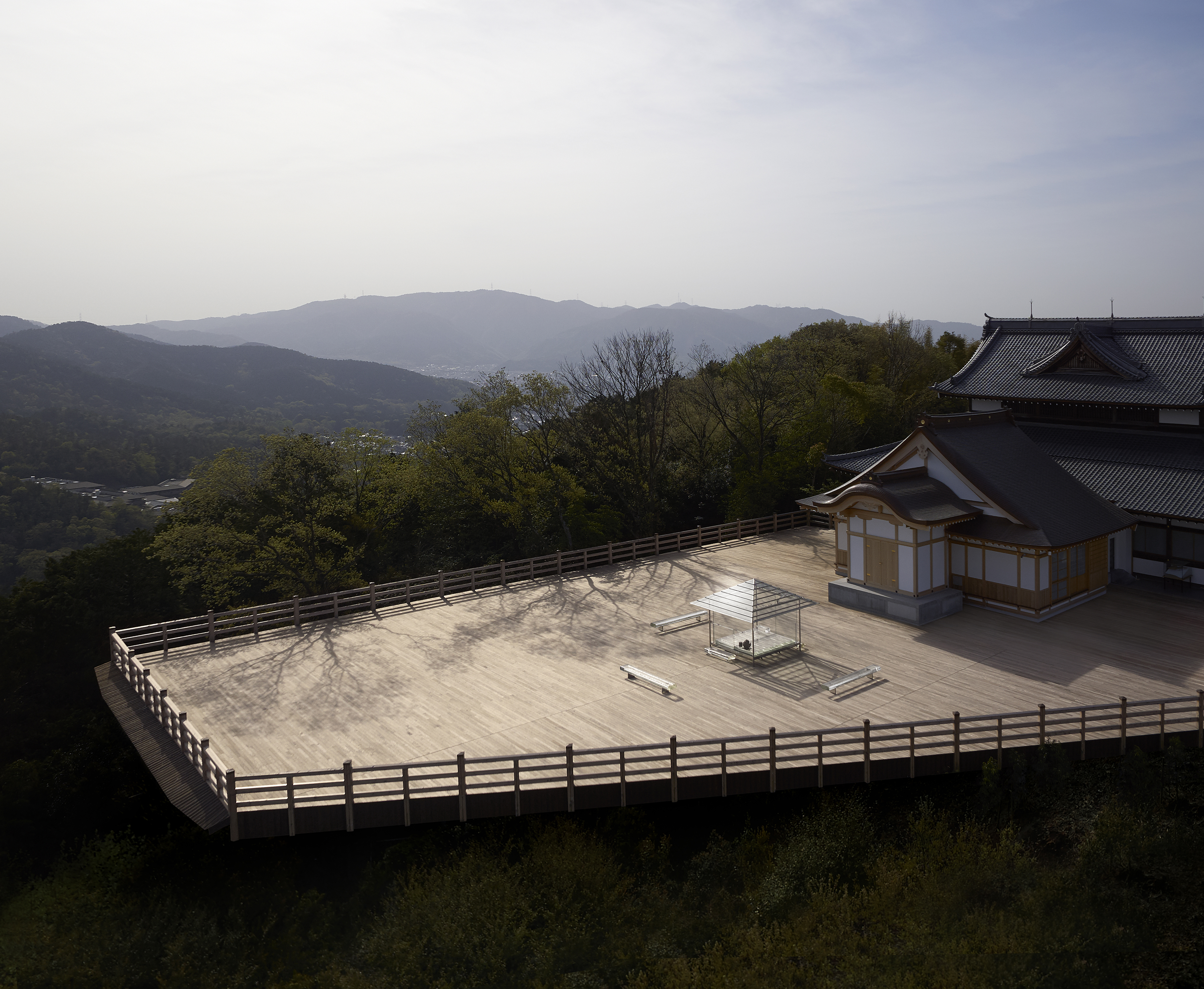
KOU-AN Glass Tea House 2011
Shogunzuka Seiryu-den, Kyoto 2015ー2017

2011　TWILIGHT - Tokujin Yoshioka / Moroso / Milano Design Week
2011　Tokujin Yoshioka : Waterfall / Sharman Contemporary Art Foundation 
2011　KOU-AN Glass Tea House / The 54th La Biennale di Venezia – Glasstress 2011
2011ー2012, 2014　Cartier Time Art / Bellerive Museum, Artscience Museum, Power Station of Art 
2012　TOKUJIN YOSHIOKA 2012 CREATOR OF THE YEAR / Maison & Objet
2013　TOKUJIN YOSHIOKA_Crystallize / Museum of Contemporary Art Tokyo
2014　La Biennale di Venezia – The 14th International Architecture Exhibition 2014
2015　Make Yourself Comfortable / Chatsworth House
2015　TOKUJIN YOSHIOKA_TORNADO / Saga Prefectural Art Museum 
2015ー2017　KOU-AN Glass Tea House / Shogunzuka Seiryu-den, Kyoto 
2017　TOKUJIN YOSHIOKA_SPECTRUM / Shiseido Gallery
2017　TOKUJIN YOSHIOKA x LG : S.F_Senses of the Future / Milano Design Week

## 永久收藏在世界博物馆
现代艺术博物馆 (MoMA) (美国)
蓬皮杜艺术中心 (Centre national d'art et de culture Georges-Pompidou) (法国) 
奥赛博物馆 (法国) 
巴黎艺术博物馆 (法国)

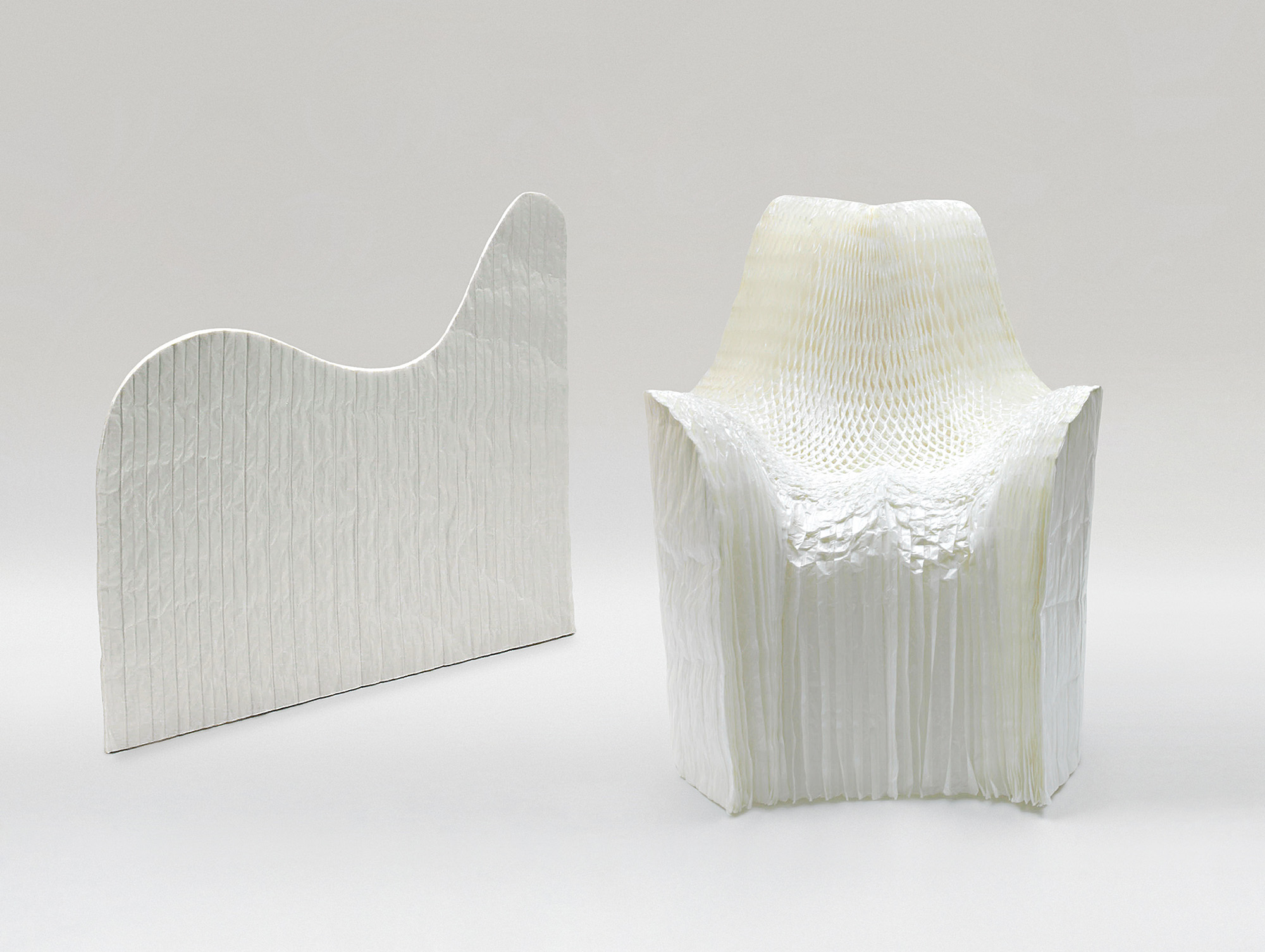
Honey-pop 2001

维多利亚和阿尔伯特博物馆 (V&A) (联合王国)
库珀休伊特，史密森尼设计博物馆 (美国) 
维特拉设计博物馆 (德国) 
芝加哥艺术学院 (美国) 
旧金山现代艺术博物馆 (SFMoMA) (美国) 
圣路易斯美术馆 (美国) 
蒙特利尔美术博物馆 (MMFA) (加拿大) 
东京当代艺术博物馆 (MOT) (日本) 
以色列博物馆 (以色列) 
李姆，三星美术馆 (韩国)    

## 主要奖项
1997　JCD设计大奖 - 大奖 (日本)
2000　I.D. 年度设计评论 (美国)
2001　I.D. 年度设计评论 (美国)
2000　A＆W奖将来未来的设计师 (德国) 
2002　Mainichi设计大奖 2001 (日本)

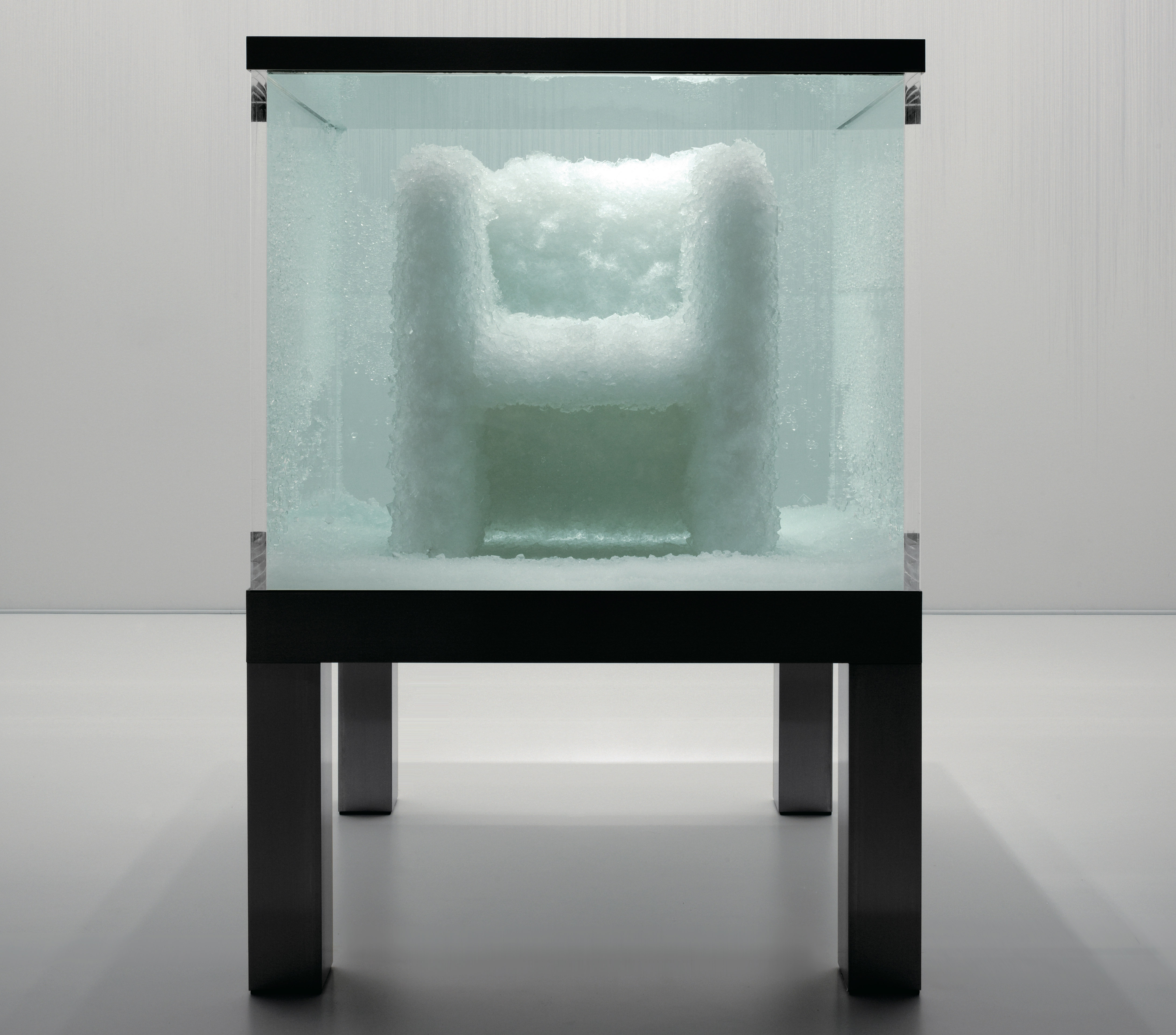
VENUS - Natural crystal chair 2007

2005　Talents du Luxe (法国) 
2007　第五十七号 新艺术家艺术奖励奖 (日本)
2007　好设计大奖 – 黄金价格 (日本)
2007　迈阿密设计 – 2007年度设计师 (美国)
2008　Wallpaper设计奖 2008 – 最佳家具设计师 (联合王国) 
2008　DFA 亚洲设计奖2008 – 大奖(香港)
2009　ELLE DECO国际设计大奖 – 年度设计师 2009 (意大利) 
2010　Fast Company 100个最具创意的商业人士 2010 (美国) 
2010　东京设计与艺术环境奖 – 年度艺术家 (日本) 
2011　A&W Architektur & Wohnen – 年度设计师 2011 (德国)
2012　Maison & Objet – 年度创始人 2012 (法国)
2016　ELLE DECO 国际设计大奖 (EDIDA) 2016 (意大利)
2017　米兰设计奖 2017 – 优胜者 (意大利)

## 著书／作品集
2001　Tokujin Design (gap / 日本) 
2006　Tokujin Yoshioka Design (English edition, Japanese edition) (Phaidon / 联合王国) 
2008　Second Nature (Kyuryudo / 日本) 
2009　Invisible Forms (Esquire Magazine / 日本) 
2010　SENSING NATURE (Heibonsha / 日本) 
2010　TOKUJIN YOSHIOKA (Rizzoli / 美国) 
2013　TOKUJIN YOSHIOKA_Crystallize (Seigensha / 日本)    

## 引用
1. ↑  Centre Pompidou < Fauteuil Pane Chair> （页面存档备份，存于）, MoMA <Tokujin Yoshioka Honey-Pop Armchair> （页面存档备份，存于）
2. ↑  .   [2020-10-03]. （原始内容存档于2017-07-19）.
3. ↑  V&A Search the collections <Honey-pop > （页面存档备份，存于）
4. ↑  Domus <Thanks to National Geographic. Tokujin Yoshioka: Pane Chair> （页面存档备份，存于）
5. ↑  “Musée d'Orsay Website” <Water brock benches> （页面存档备份，存于） “Designboom” <Tokujin Yoshioka: water block at Musee d’orsay> （页面存档备份，存于）
6. ↑  “Dezeen” <Second Nature by Tokujin Yoshioka> （页面存档备份，存于） “Domus” <tokujin yoshioka crystallizes swan lake and rose> （页面存档备份，存于）  “Museum of Contemporary Art Tokyo” <TOKUJIN YOSHIOKA_Crystallize> （页面存档备份，存于）
7. ↑  “Dezeen” <Rainbow Church by Tokujin Yoshioka> （页面存档备份，存于）
8. ↑  “Dezeen“ <Tokujin Yoshioka Installs glass tea house decide an ancient Japanese temple> （页面存档备份，存于）
9. ↑  “Tendai Sect Shorenin Web site” <Shogunzuka> （页面存档备份，存于）